# Norman Wisdom
Sir Norman Joseph Wisdom (Marylebone, 4 februari 1915 - 4 oktober 2010) was een Engels acteur en komiek die vooral bekend was in de jaren 50 en 60. Hij speelde voornamelijk in slapstickfilms.
Wisdom werd bekend met komische films zoals Trouble in the store en Early Bird. Meestal speelde hij een onhandige jongeman die ondanks vele tegenslagen toch altijd zijn doel bereikt. Later besloot Wisdom serieuzere rollen te gaan spelen. In de jaren 90 ging hij op pensioen om meer tijd met zijn familie door te brengen. In 2000 werd Wisdom door koningin Elizabeth geridderd in de Most Excellent Order of the British Empire (OBE). Hij was een gerespecteerd acteur en had vele fans onder wie Charlie Chaplin.
Wisdom kreeg in 2006 problemen aan het hart die leidden tot verschillende beroertes. Hij stierf in 2010 op 95-jarige leeftijd. 
- Biblioteca Nacional de España: XX1732873
- Bibliothèque nationale de France: cb14067040w (data)
- Gemeinsame Normdatei: 124270344
- International Standard Name Identifier: 0000 0000 7825 8715
- Library of Congress Control Number: no91020834
- Nationale Bibliotheek van Letland: 000242750
- MusicBrainz: 759e4a2b-3e7e-4b07-84fe-692088acf89e
- Nationale bibliotheek van Australië: 36035589
- Nationale Bibliotheek van Israël: 987007441535805171
- Nationale Bibliotheek van Polen: a0000003406290
- Nederlandse Thesaurus van Auteursnamen: 216205514
- SNAC: w65c3hw5
- Système universitaire de documentation: 08645644X
- Virtual International Authority File: 5137441
- WorldCat: E39PBJm4R3mP7MPwYk834XVHmd